# Eugène Schueller
Eugène Schueller (20 de março de 1881 — 23 de agosto de 1957) foi um empresário francês, fundador do grupo L'Oréal.

## Fundação da L'Oréal
Como um jovem químico francês de origem paterna alsaciana, Schueller se formou em 1904 no Institut de Chimie Appliquée de Paris (agora Chimie ParisTech). Schueller desenvolveu em 1907 uma fórmula inovadora de coloração de cabelo, que ele chamou de Oréale. Ele formulou e fabricou seus próprios produtos e os vendeu para cabeleireiros parisienses. Em 1909, ele registrou sua empresa, a Société Française de Teintures Inoffensives pour Cheveux, a futura L'Oréal.

## Apoio ao fascismo
Durante o início do século XX, Schueller forneceu apoio financeiro e realizou reuniões para La Cagoule na sede da L'Oréal. La Cagoule foi um violento grupo fascista francês, antissemita e anticomunista cujo líder formou um partido político Mouvement Social Révolutionnaire (MSR, Movimento Social Revolucionário) que na França ocupada apoiou a colaboração de Vichy com os conquistadores da Alemanha nazista.
A L'Oréal contratou vários membros do grupo como executivos após a Segunda Guerra Mundial, como Jacques Corrèze, que atuou como CEO da operação nos EUA. Este envolvimento foi amplamente pesquisado por Michael Bar-Zohar em seu livro, Bitter Scent.
Sua filha única, Liliane Bettencourt casou-se com André Bettencourt que era membro do La Cagoule.
Não ironicamente, anos após a morte de Schueller, sua neta, Françoise Bettencourt Meyers se casou com Jean-Pierre Meyers, empresário judeu (neto de Robert Meyers, um rabino morto no campo de concentração de Auschwitz), com quem teve 2 filhos, Jean-Victor Meyers e Nicolas Meyers. Ela se converteu ao judaísmo e criou seus filhos como judeus.